# Frédéric Mistral
Frédéric Mistral (8. září 1830, Maillaine – 25. března 1914, Maillaine) byl francouzský lyrický a epický básník z Provence, zakladatel hnutí za obrození provensálského jazyka (okcitánštiny) a za obnovu kulturního života jižní Francie vůbec, nositel Nobelovy ceny za literaturu z roku 1904, kterou obdržel společně se španělským dramatikem Josém Echegaraym y Eizaguirre.

## Život

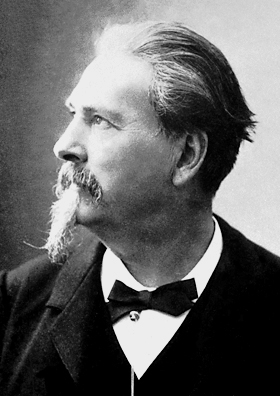
Frédéric Mistral

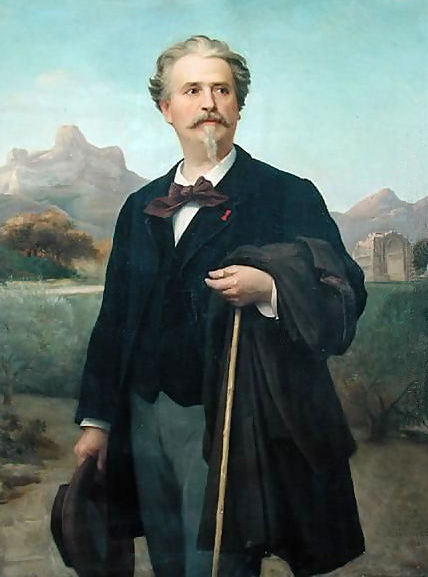
Frédéric Mistral, portrét od Félixe Auguste Clémenta

Fréderic Mistral se narodil roku 1830 v Maillaine na jihu Francie jako syn farmáře. Studoval na Královské koleji v Avignonu, kde si zamiloval antické básníky, a poté práva na univerzitě v Aix-en-Provence. Již v Avignonu začal s tamějším profesorem Josephem Roumanillem studovat starou provensálskou poesii a společně se rozhodli obnovit tento národní jazyk. Roku 1852 vydali Mistral a Roumanille první sborník živých provensálských básníků Li Prouvencalo a pokusili se o reformu pravopisu. Roku 1854 založil Mistral asociaci provensálských básníků Felibrige a na jejich sjezdu ve Fontsegugne vyzval k jazykové, literární i politické renesanci francouzského jihu. Cílem asociace nebylo oživit starou okcitánštinu, ale vytvořit nový moderní a živý jazyk. Tyto snahy korunoval Mistral svým velkým novoprovensálským slovníkem Trésor dóu Félibrige (1879–1886), obrovitým dílem, na němž pracoval více než dvacet let, ve kterém kodifikoval bohatství okcitánských dialektů používaných mezi lidem a vybudoval tak nesmrtelný pomník znovuzrozeného jazyka. I své umělecké dílo stvořil Mistral v moderní okcitánštině, konkrétně v její provensálské variantě.
Roku 1904 mu byla společně se španělským dramatikem Josém Echegaraym y Eizaguirre udělena Nobelova cena za literaturu „... se zřetelem k originálním, geniálním a vpravdě uměleckým rysům jeho básnické tvorby, která věrně zrcadlí přírodu a život lidu jeho rodného kraje a s přihlédnutím k jeho významné činnosti provensálského filologa“ (citace z odůvodnění Švédské akademie). Finanční výnos z Nobelovy ceny použil Mistral k založení etnografického muzea v Arles (dnešní Arlaten Folk Museum).

## Dílo

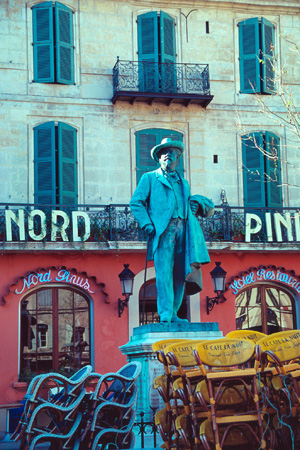
Socha Frédérica Mistrala v Arles.

- Mirèio (1859), tuto báseň použil skladatel Charles Gounod pro svou operu Mireille.
- Calendau (1867), báseň o dvanácti zpěvech, která se svým hrdinným a místy až didaktickým rázem stala jakýmsi kánonem všech provensálských národních snah.
- Lis isclo d'or (1875, Zlaté ostrovy), sbírka nejkrásnějších vlasteneckých i intimních Mistralových veršů.
- Lou tresor dóu félibrige (1879–1886), novoprovensálský slovník,
- La raço latino (1879),
- Nerto (1884),
- La rèino Jano (1890, Královna Jana), tragédie z národní historie 14. století.
- Lou Pouèmo dóu rose (1897, Báseň Rhony), vrchol Mistralovy epiky.
- Discours et dicho (1906),
- Moun espelido (1906), paměti,
- Lis Oulivado (1912).

## Česká vydání
- Nerto, nakladatelství Kotrba, Praha 1912, překlad Otakar J. Janota,
- Mirèio, J.Otto, Praha 1916, překlad Sigismund Bouška,
- Zlaté ostrovy, Nakladatelské družstvo Máje, Praha 1937, překlad a úvod Svatopluk Kadlec.